# NK Brotnjo Čitluk
El NK Brotnjo es un equipo de fútbol de Bosnia-Herzegovina que juega en la Second League FBiH, la tercera liga de fútbol más importante del país.
Fue fundado en el año 1955 en la ciudad de Čitluk, su nombre viene del nombre de la región donde se ubica la ciudad de Čitluk y su escudo es similar al de Croacia por la cercanía que hay con ese país. Ha sido campeón de la Premijer Liga en 1 ocasión y campeón del torneo de Copa Bosnio-Croata 1 vez.
A nivel internacional ha participado en 3 torneos continentales, en los cuales jamás ha superado la Primera Ronda.
Descendió en la Temporada 2004/05 al ubicarse en la última posición entre 16 equipos.

## Palmarés
- Premijer Liga: 1

2000
- Copa Bosnio-Croata: 1

1998/99

## Participación en competiciones de la UEFA
- Liga de Campeones de la UEFA: 1 aparición

2001 - Primera Ronda Clasificatoria
- Copa UEFA: 1 aparición

2002 - Ronda Preliminar
- Copa Intertoto: 1 aparición

2003 - Primera Ronda

### Récord europeo
| Temporada | Torneo                | Ronda            | Club       | Casa | Visita | Cómputo global |
| --------- | --------------------- | ---------------- | ---------- | ---- | ------ | -------------- |
| 2000/01   | UEFA Champions League | Primera Ronda    | FBK Kaunas | 3-0  | 0-4    | 3-4            |
| 2001/02   | Copa UEFA             | Ronda Preliminar | Viking FK  | 1-1  | 0-1    | 1-2            |
| 2002      | Copa Intertoto        | Primera Ronda    | FC Zürich  | 2-1  | 0-7    | 2-8            |

## Jugadores destacados
- Dragan Blatnjak
- Enes Mešanović
- Dalibor Šilić
- Mario Čižmek